# Braslav
Braslav (auch Brazlavan, Brazlovon, Brasclauo, Braxlauo, Brazlawo; * Mitte 9. Jhd.; † Anfang 10. Jhd.) war von etwa 880 bis 897/898 der letzte Knes von Unterpannonien, das während seiner Herrschaft unter ostfränkischer Oberhoheit stand.
Nach älteren Quellen wurde nach Braslav, oder einer Person mit dem gleichen Namen, um 900 die heutige slowakische Hauptstadt Bratislava benannt.

## Leben
Unter König Arnulf von Kärnten kämpfte Braslav gegen seinen slawischen Nachbarn, den Fürsten Svatopluk von Großmähren. Das Bündnis gegen Großmähren wurde durch die Magyaren verstärkt, die ebenfalls auf der Seite König Arnulfs kämpften.

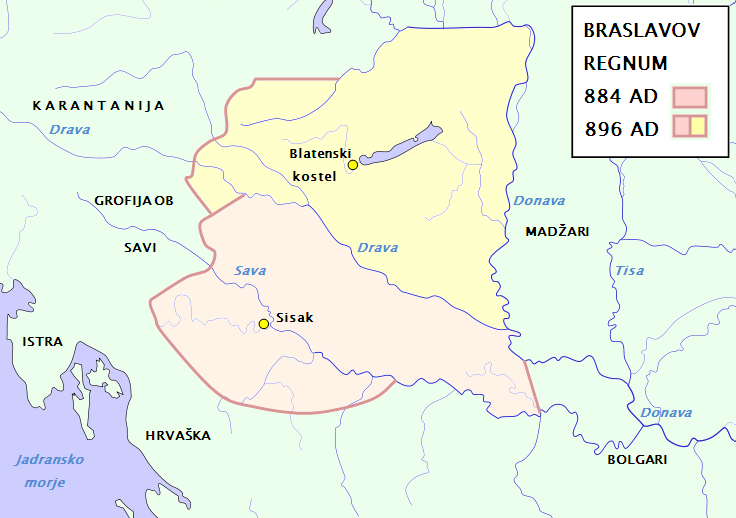
Ausdehnung von Pannonisch-Kroatien unter Braslavs Herrschaft

Nach dem Tod Arnulfs wandten sich die Magyaren gegen den neuen fränkischen König, der Braslav daraufhin 896 zur Sicherung gegen die magyarischen Plünderungszüge zusätzlich mit dem Plattensee-Fürstentum beauftragte. Außerdem wurde Braslav noch Herrscher über Karantanien. Im Jahr 901 überrannten die Magyaren Braslavs Gebiete.